# Lijst van nationale parken in Litouwen
In Litouwen zijn vijf gebieden uitgeroepen tot 	nationaal park. Ze werden opgericht in 1991 nadat Litouwen onafhankelijk werd van de Sovjet-Unie in 1990. In 1974 was in de Litouwse Socialistische Sovjetrepubliek al een nationaal park opgericht; dat park werd gereorganiseerd en omgedoopt tot Nationaal Park Aukštaitija. De nationale parken beslaan ongeveer 2,3 procent van Litouwen.
| Gebied                                                      | Litouwse naam                       | Opgericht in | Oppervlakte (km²) | Gemeente(s)                    | Foto |
| ----------------------------------------------------------- | ----------------------------------- | ------------ | ----------------- | ------------------------------ | ---- |
| Nationaal Park Aukštaitija                                  | Aukštaitijos nacionalinis parkas    | 1974         | 406               | Ignalina, Utena, en Švenčionys |      |
| Nationaal Park Dzūkija                                      | Dzūkijos nacionalinis parkas        | 1991         | 559               | Varėna                         |      |
| Nationaal Park Kuršių Nerija (Nederlands: Koerse Schoorwal) | Kuršių nerijos nacionalinis parkas  | 1991         | 264               | Neringa                        |      |
| Nationaal Historisch Park Trakai                            | Trakų istorinis nacionalinis parkas | 1991         | 82                | Trakai                         |      |
| Nationaal Park Žemaitija                                    | Žemaitijos nacionalinis parkas      | 1991         | 217               | Plungė                         |      |